# National Educational Television
National Educational Television (NET) là một mạng truyền hình giáo dục của Hoa Kỳ do Quỹ Ford sở hữu và sau đó là đồng sở hữu của Tổng công ty phát thanh truyền hình công cộng. Hoạt động từ ngày 16 tháng 5 năm 1954 đến ngày 4 tháng 10 năm 1970, khi nó chuyển hoạt động sang công ty phát thanh mới, Public Broadcasting Service (PBS). PBS sở hữu nhiều đài truyền hình trước đây là một phần của NET.

## Lịch sử

Logo PBS

Mạng lưới này được thành lập với tên Trung tâm Truyền hình và Phát thanh Giáo dục (ETRC) vào tháng 11 năm 1952 bởi một khoản tài trợ từ Quỹ Giáo dục dành cho Người lớn của Quỹ Ford. Ban đầu nó là một dịch vụ hạn chế để trao đổi và phân phối các chương trình truyền hình giáo dục do các đài truyền hình địa phương sản xuất cho các đài khác; nó không tự sản xuất bất kỳ vật liệu nào.
Vào mùa xuân năm 1954, ETRC chuyển các hoạt động của mình đến Ann Arbor, Michigan, và vào ngày 16 tháng 5 năm đó, nó bắt đầu hoạt động như một "mạng lưới". Nó kết hợp một gói chương trình truyền hình 5 giờ mỗi ngày, phân phối chúng chủ yếu trên phim kinescope đến các đài liên kết bằng thư.  Chương trình được ghi nhận để xử lý các đối tượng chuyên sâu, bao gồm các cuộc phỏng vấn kéo dài một giờ với những người có tầm quan trọng về văn học và lịch sử. Chương trình này cũng được chú ý vì khô khan và học tập, ít được xem xét đến giá trị giải trí, một sự tương phản rõ rệt đối với truyền hình thương mại. Nhiều người trong số các chương trình được thiết kế như giáo dục người lớn, và ETRC được đặt biệt danh là "Đại học không quân"  (hoặc, ít vui lòng, "Mạng lưới xe đạp", cả ngân sách thấp và cách NET được cho là đã gửi các chương trình tới các chi nhánh của nó, bằng cách phân phối các chương trình phim và băng video của mình thông qua các phương tiện phi điện tử như bằng thư, được gọi trong ngành truyền hình là "đi xe đạp").
Trụ sở chính của trung tâm chuyển từ Ann Arbor đến New York vào năm 1958, và tổ chức này được gọi là Trung tâm phát thanh và truyền hình giáo dục quốc gia (NETRC).  Trung tâm trở nên tích cực hơn vào thời điểm này, hướng tới vai trò của mạng truyền hình thứ tư của Hoa Kỳ. Trong số những nỗ lực của mình, mạng đã bắt đầu nhập các chương trình từ BBC vào Hoa Kỳ, bắt đầu với An Age of Kings vào năm 1961.  Nó tăng sản lượng lập trình lên mười giờ một tuần.
Tổ chức này đã thay đổi chiến thuật một lần nữa vào tháng 11 năm 1963. Nó đổi tên thành Truyền hình giáo dục quốc gia, và tách ra khỏi tài sản vô tuyến của nó. Theo chương trình trung tâm NET Journal, NET bắt đầu không khí gây tranh cãi, khó khăn tài liệu khám phá nhiều vấn đề xã hội trong ngày như nghèo và phân biệt chủng tộc. Trong khi được các nhà phê bình khen ngợi, nhiều chi nhánh, đặc biệt là những người trong các thị trường bảo thủ về văn hóa và chính trị, phản đối sự suy nghĩ tự do của chương trình.
Vào năm 1966, khả năng tồn tại của NET đã tách khi Quỹ Ford quyết định bắt đầu rút tiền hỗ trợ tài chính vì nhu cầu liên tục của NET về tài trợ bổ sung. Trong khi chờ đợi, các trạm liên kết giữ cho mạng nổi trội bằng cách phát triển các nguồn thu đáng tin cậy. Các chính phủ Hoa Kỳ đã can thiệp và tạo ra các tập đoàn cho Public Broadcasting vào năm 1967 để tài trợ cho mạng trong thời gian này. Tuy nhiên, ý định của CPB là tạo ra mạng truyền phát công cộng của riêng mình. CPB bắt tay vào quá trình hành động đó vì nhiều chi nhánh NET đã bị xa lánh bởi chương trình do mạng cung cấp. Các chi nhánh này tiếp tục cảm thấy rằng sản xuất đồng thời của NET và phân phối các chương trình cấu thành một xung đột lợi ích.

### Chấm dứt hoạt động, sáp nhập vào WNDT và sự ra đời của PBS
Dịch vụ phát thanh truyền hình công cộng (PBS) lần đầu tiên bắt đầu hoạt động vào năm 1969, với NET tiếp tục sản xuất một số chương trình. Tuy nhiên, việc từ chối ngừng sản xuất và phát sóng các phim tài liệu được đánh giá cao nhưng gây tranh cãi đã khiến Ford và CPB quyết định đóng cửa mạng. Đầu năm 1970, cả hai đều đe dọa cắt giảm kinh phí của họ trừ khi NET sáp nhập hoạt động của mình với WNDT thành phố New York (tuy nhiên, điều này không kết thúc việc sản xuất và phân phối các phim tài liệu khó đọc trên truyền hình công cộng). và CPB tiếp tục giúp tài trợ hàng loạt bao gồm Frontline, POV và Independent Lens cho đến ngày nay).
Vào ngày 5 tháng 10 năm 1970, PBS chính thức bắt đầu phát sóng sau khi NET và WNDT hoàn tất việc sáp nhập của họ. NET đã ngừng hoạt động như một mạng riêng biệt từ thời điểm đó, mặc dù một số chương trình có thương hiệu NET, chẳng hạn như NET Journal, vẫn là một phần của lịch trình PBS cho một vài năm trước khi thương hiệu cuối cùng đã nghỉ hưu. Dấu hiệu cuộc gọi của WNDT đã được thay đổi thành WNET ngay sau đó. Một số chương trình bắt đầu chạy trên NET, chẳng hạn như Washington Week và Sesame Street, tiếp tục phát sóng trên PBS ngày hôm nay (Sesame Street đang phât sóng tại HBO từ 2016, PBS chỉ phát một vài tập của nó).
Từ viết tắt của NET đã được khôi phục hai lần, bởi các công ty không liên kết: lần đầu tiên vào năm 1993 đến 1997 là National Empowerment Television (sau này được gọi là "America's Voice"), một kênh truyền hình cáp phát sóng chương trình tin tức và trò chuyện cho khán giả bảo thủ; và vào năm 2005, khi Nebraska ETV và Nebraska Public Radio được hợp nhất dưới một tên duy nhất, Nebraska Educational Telecommunications của mạng lưới Toàn Tiểu Bang ở Nebraska. Ngoài ra, mạng truyền hình quốc gia Nhật Bản TV Asahi được biết đến là NET (Nihon Educational Television) từ khi thành lập cho đến năm 1977.

## Logo

### Logo đầu tiên (1952–1962)
Trung tâm phát thanh và truyền hình giáo dục quốc gia được thành lập vào năm 1952. Logo ban đầu của nó được sử dụng từ năm 1962. Đó là một hình ảnh hai chiều vẫn được chụp [1] của một hình bóng bản đồ trắng của Hoa Kỳ bên trong một hình bầu dục màu đen trên nền trắng. Bên trong bản đồ thiết kế là ba bộ phân đoạn đường có hình dạng như màn hình truyền hình với các chữ cái NET bên trong mỗi hộp. Một ăng-ten TV xuất hiện theo chiều dọc thông qua thiết kế bản đồ với dòng chữ National Educational Television ở trên cùng và Đài truyền hình và Đài phát thanh giáo dục bên dưới. Tuy nhiên, điều này có thể được nhìn thấy một chút do chất lượng hình ảnh thấp. Một phiên bản với một vòng tròn đọc NET và một phiên bản với một bản đồ đọc truyền hình giáo dục quốc gia cũng đã tồn tại. Các phiên bản khác được sử dụng từ 1959 đến 1962 có ngôi nhà với "NET" khắc trong đó.

### Logo thứ hai (1962–1966)
Logo ban đầu cho truyền hình giáo dục quốc gia được rút gọn lần đầu tiên được sử dụng vào ngày 17 tháng 6 năm 1962 [2] đến năm 1966. Đó là một hình ảnh tĩnh đơn giản của logo của mạng — các chữ cái "NET" với một mái nghiêng nghiêng từ trên cùng bên phải của chữ "T", treo trên chữ "N" và "E", với một ăng-ten nhỏ bám vào chữ cái "Buck" của cái móc treo. Ngoài ra còn có "ngôi sao" trên màn hình. Trong khi đó, một phát thanh viên nói, "Đây là Đài truyền hình giáo dục quốc gia." Một phiên bản khác cho biết "Đây là NET. Truyền hình giáo dục quốc gia" với logo hơi phóng to.

### Logo thứ ba (1966–1968)
Logo thứ ba lần đầu tiên được sử dụng vào năm 1966. Đầu tiên, các chấm màu xám xuất hiện và biến mất nhanh chóng. Một vòng tròn màu trắng được vẽ xung quanh các chấm. Một đường thẳng đứng được phác thảo trên vòng tròn, nhưng sau đó bị xóa. Một đám cháy nhỏ hoặc nhảy xuất hiện trong vòng tròn. Một số đường cong dọc và ngang bao gồm vòng tròn để tạo ra một hình ảnh của quả địa cầu. Một số dòng trắng xuất hiện dưới hình cầu để tạo thành các chữ cái "NET". Quả địa cầu cuối cùng gió lên trên đỉnh của chữ "T". Các chủ đề chơi trong nền mở ra với một số âm thanh chuông tiếp theo là một giai điệu dàn nhạc, và một phát thanh viên nói: "Chương trình sau đây là từ / đây là NET, mạng lưới truyền hình giáo dục quốc gia."

### Logo cuối cùng (1968–1970)
Đây là một biến thể của logo năm 1962 được làm bằng màu sắc. Đầu tiên, phần bên trái của màn hình nghiêng với màu đỏ từ phía dưới, phần giữa điền với màu vàng từ phía trên, và phần kéo đầy màu xanh từ phía dưới. Sau đó, tại một thời điểm, các phần lật ngược ra ngoài để tạo thành các cặp phù hợp với các chữ cái N, E và T (theo thứ tự đó) trên nền đen. Một phát thanh viên nói, "Chương trình sau đây là từ / đây là NET, mạng lưới truyền hình giáo dục quốc gia." Khi ông làm điều này, các từ "Truyền hình giáo dục quốc gia" xuất hiện trên mỗi chữ cái, sau đó biến thành một mái nhà tính cho T màu xanh với một ăng-ten trên không kết nối với nó. Về các biến thể sau này, một người thông báo khác (Fred Foy) nói, "Chương trình sau đây là từ / đây là NET, mạng truyền hình công cộng." Sau khi biến thể này được giới thiệu, các dấu hiệu "Truyền hình giáo dục quốc gia" đã được thay thế bằng một đường màu xanh lam trượt vào chế độ xem, sau đó lấy hình dạng mái.
Chủ đề là một số điểm tổng hợp sừng được sáng tác bởi Eric Siday (1905-1976), người cũng sáng tác điểm số cho các biểu tượng màu sắc tương tự như Screen Gems và CBS.
Các logo mở và đóng được cập nhật được bao gồm nguyên vẹn trên tập thứ hai của Sesame Street: DVD Old School với tập thí điểm thử nghiệm đầu tiên.

1962-1966
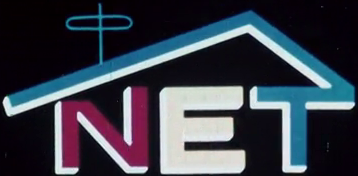
1968-1970